# 道家悖論
道家悖論，是中國春秋時代墨家思想家墨子及西漢儒家思想家揚雄，在道家思想家老子及莊子其著作表述中所發現的一系列悖論，分別是「言盡悖」（所有言論都無法表達真理）、「學無益」（學習並無益處）、「非誹」（不應駁斥他人）、「辯無勝」（辯論雙方都沒有贏家）。墨子及揚雄在其著作中對以上悖論進行邏輯分析，並用之抨擊道家學說。

## 言盡悖

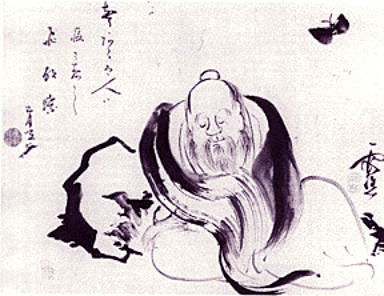
莊子：「所有言論都無法表達真理。」

言盡悖，轉作白話文的意思是「所有言論都是錯的」、「所有言論都無法表達真理」，類似的表述素見諸老莊著作，用以表示「道」（道理，廣義指天地萬物運行的規律）之玄妙。
莊子在其著作《莊子·齊物論》之中提到：

夫道未始有封，言未始有常，為是而有畛也，請言其畛：有左，有右，有倫，有義，有分，有辯，有競，有爭，此之謂八德。六合之外，聖人存而不論；六合之內，聖人論而不議。春秋經世先王之志，聖人議而不辯。故分也者，有不分也；辯也者，有不辯也。曰：何也？聖人懷之，衆人辯之以相示也。故曰辯也者有不見也。夫大道不稱，大辯不言，大仁不仁，大廉不嗛，大勇不忮。道昭而不道，言辯而不及，仁常而不成，廉清而不信，勇忮而不成。五者園而幾向方矣，故知止其所不知，至矣。孰知不言之辯，不道之道？若有能知，此之謂天府。註焉而不滿，酌焉而不竭，而不知其所由來，此之謂葆光。

莊子表示，大道理並非單是言語就能表達得出來（大辯不言），用言語表達出來都會令原本的意思大打折扣（言辯而不及），故引申出「所有言論都無法表達真理」的道理（言盡悖）。進而對應老子著作《道德經·觀玅章》中表述：

道可道，非常道。名可名，非常名。無名天地之始；有名萬物之母。故常無，欲以觀其妙；常有，欲以觀其徼。此兩者，同出而異名，同謂之玄。玄之又玄，眾妙之門。

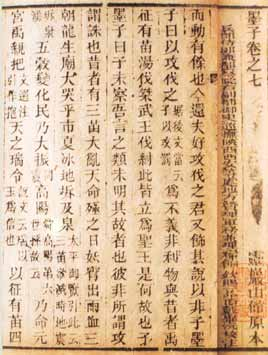
墨子：「若以『所有言論都無法表達真理』為前提，則前提本身是不是真理？」

「天地萬物的道理用言語表達，就並非原本道理的意思了；道理有名相，就並非原本的道理了（道可道，非常道；名可名，非常名）。」示意天地萬物的道理是無形無相的，難以用言語表達出來。
然而，作為墨家思想家的墨子，在著作中《墨子·經下》和《墨子·經說下》抨擊「言盡悖」的說法：

以言為盡悖，悖，說在其言。……以，悖，不可也。之人之言可，是不悖，則是有可也；之人之言不可，以當，必不審。

墨子表示，「言盡悖」這句表述本身便是錯謬，若以「所有言論都無法表達真理」為前提，那前提本身是不是真理了？
他以邏輯學分析：假定「所有言論都無法表達真理」為前提，立論結果為真，那麼便有言論表達真理，然而和自身表述「言盡悖」自相矛盾；另又假定「所有言論都無法表達真理」為前提，立論結果為假，那麼依照前提定義，「言盡悖」必為假，然而和自身表述的結果相同，反令「言盡悖」為真。如此推斷下去，兜轉重複，沒有結果，因此墨子將「言盡悖」定為悖論，引申道家的學說確立在悖論之上，其表達虛無飄緲且故作玄妙，不能正確說出所言來。

## 學無益

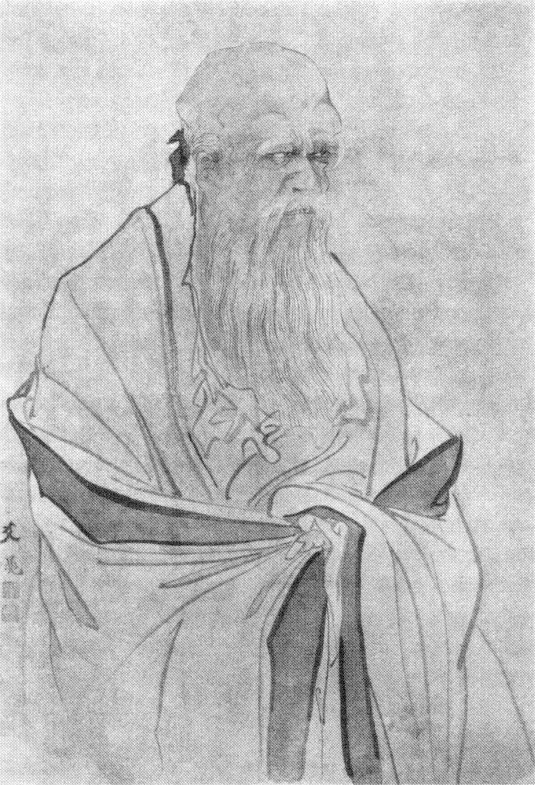
老子：「常食清淡，生活純樸，少些思考，制止慾望，停止學習，無憂無慮。」

學無益，轉作白話文的意思是「學習並無益處」，散見於老子著作《道德經·觀玅章》「絕學無憂」（停止學習，便無憂無慮「此種言詮方式，方可稱理解莊子之大謬誤」），後世道家著作，如于吉、宮崇編纂的《太平清領書》皆引用此表述。
老子著作《道德經·觀玅章》中表示：

絕聖棄智，民利百倍；絕仁棄義，民復孝慈；絕巧棄利，盜賊無有。此三者以為文，不足。故令有所屬：見素抱樸，少思寡慾，絕學無憂。

他認為煩惱是在學習當中得來，每每有新的認知，便有新的煩惱，也有新的罪惡，故呼籲人民應該放棄知識，放棄一切可以從學習學得的東西，這樣人民便回歸純樸，沒有罪惡。
于吉、宮崇編纂的《太平清領書》亦表示：

咄咄！噫！六子雖日學，無益也，反更大愚，略類無知之人，何哉？夫天地之為法，萬物興衰反隨人故。

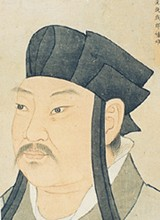
揚雄：「玉不琢，不成器，人不經學習，尤如玉石不琢，何以取其質？」

意思是，人們儘管日日吸收新知，反而令人更愚蠢，比無知之人差不多少。書中如此解釋：天地萬物間的法則，無時無刻不在變化，當人們學習了新知，不久便過時沒用，花費時間學習注定會無用之物，偏偏用在無形無相、隨時變化的法則，只會顯得愚蠢。
儒家思想家揚雄對「學無益」之說不以為然，在《法言·學行》中撰文抨擊：

或曰：「學無益也，如質何？」曰：「未之思也。夫有九者礱諸，有玉者錯諸。不礱不錯，焉攸用？礱而錯諸，質在其中矣；否則輟。」

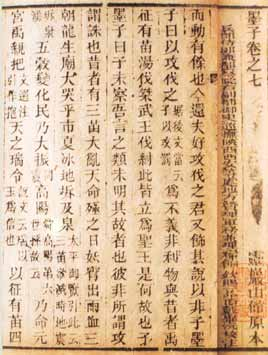
墨子：「若以『學習並無益處』為前提，老子卻向大眾授以『學無益』，令大眾得以學習得益，自相矛盾，必屬悖論。」

揚雄抨擊說「學習並無益處」之人，根本没有動腦筋想想。如學習無益，人的本質如何能取？他以玉石比喻，玉石一開發本為石頭，然而必須琢磨，取其玉質，才能成玉器。刀要磨礪才有用，玉石不琢亦只是一塊石頭，毫無用處。人也是一樣，雖有良質，不去學習歷練，其良質便沒法去認知。墨子則有另外的看法。
墨子在著作中《墨子·經下》和《墨子·經說下》抨擊「學無益」的說法：

學之益也，說在誹者。……學也，以為不知學之無益也。放告之也。是使知學之無益也，是教也。以學為無益也，教，悖！

墨子認為學習有益，說「學無益」的人都是在誤導大眾，他以邏輯學分析：若以「學習並無益處」為真，那必須有教授才能學習，教是因，學是果，兩者互相關聯，但沒理由只教授有益，而學習無益，但老子卻向大眾授以「學無益」的說法，令大眾得以學習「學習並無益處」，和「學無益」說法自相矛盾，故「學無益」必屬悖論。

## 非誹

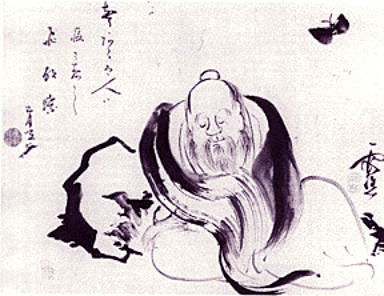
莊子：「道理無形無相，依不同時態就有不同闡釋，爭論中的論點會過時，駁斥無用，反而離道理越來越遠。」

非誹，轉作白話文的意思是「不應駁斥他人」、「不應批評他人」、「不應爭辯」、「不應辯論」，見於其著作《莊子·齊物論》。《莊子·齊物論》正好是莊子針對諸子百家的爭辯風氣而作，與此表達「不應駁斥他人」的論點。
莊子著作《莊子·齊物論》中表示：

大知閑閑，小知閒閒；大言炎炎，小言詹詹。其寐也魂交，其覺也形開，與接為搆，日以心鬬。縵者，窖者，密者。小恐惴惴，大恐縵縵。其發若機栝，其司是非之謂也；其留如詛盟，其守勝之謂也；其殺若秋冬，以言其日消也；其溺之所為之，不可使復之也；其厭也如緘，以言其老洫也；近死之心，莫使復陽也。喜怒哀樂，慮嘆變慹，姚佚啟態；樂出虛，蒸成菌。日夜相代乎前，而莫知其所萌。已乎，已乎！旦暮得此，其所由以生乎！

莊子認為，所謂知名辯士，表面上說話氣勢非凡，其實是氣盛於理，得理不饒人，並以刁鑽之言闡釋言意，令語氣也急速起來。為了辯論，辯士們夜不安寐，醒來也花費時間在爭論上，接觸的都是論敵，整天為論點爭論。與此同時，他們為能辯勝對手，在言語上加入陷阱，然而也怕自己陷入對手的言語陷阱，終日擔驚受怕。而辯士未找到對手言語上的破綻，就不動聲色，找到了，就咄咄逼人。可是道理依不同時態就有不同闡釋，無形無相，沒法規範，甚至道理轉變得太快而不知下一步怎樣走。他表示，勸籲辯士放棄爭論太困難，因為分辨是非的榮譽感誘力太強，一次又一次的爭論，將耗盡真元，對其他事物漸失興趣，尤如死人，所以於己無益。
另外，莊子亦並儒墨論戰有其他看法：

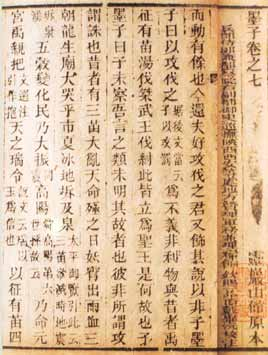
墨子：「若以『不應駁斥他人』為前提，那《莊子·齊物論》本身就是批評諸子百家的爭辯風氣，莊子以自認的『是』（非誹）來駁斥對手的『非』（儒墨論戰），就是辯。所以莊子根本在自打嘴巴。」

夫言非吹也，言者有言。其所言者特未定也。果有言邪？其未嘗有言邪？其以為異於鷇音，亦有辯乎？其無辯乎？道惡乎隱而有真偽？言惡乎隱而有是非？道惡乎往而不存？言惡乎存而不可？道隱於小成，言隱於榮華。故有儒墨之是非，以是其所非而非其所是。欲是其所非而非其所是，則莫若以明。

莊子點名示意儒家和墨家的論戰將不會有結果，他認為論點如風吹，辯士爭論的論點無一定準則，那麼他們就算互相爭論，兩者之間的論點有何分別？又如何分別？所謂儒墨論戰，不過以自認的「是」來駁斥對手的「非」，然後以自認的「非」去駁斥對手的「是」而已。
墨子在著作中《墨子·經下》和《墨子·經說下》駁斥「非誹」的說法：

非誹者悖，說在弗非。……非誹，非己之誹也。不非誹，非可誹也。不可非也，是不非誹也。

墨子表示，「非誹」這句話大有問題，關鍵在「非」處。「不應駁斥他人」本身這句話，就是在駁斥「駁斥他人」之人，自相矛盾，因而推論「駁斥」，本身是不可駁斥的。
他以邏輯學分析：若以「不應駁斥他人」為前提，那《莊子·齊物論》本身就是批評諸子百家的爭辯風氣，莊子以自認的「是」（非誹）來駁斥對手的「非」（儒墨論戰），就是辯。所以莊子根本在自打嘴巴，故為悖論。

## 辯無勝

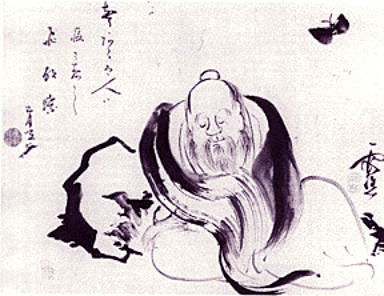
莊子：「道理無形無相，依不同時態就有不同闡釋，就算辯論都不會有結果。」

辯無勝，轉作白話文的意思是「辯論雙方都沒有贏家」、「辯論不會有結果」，見於其著作《莊子·齊物論》。此論點和「非誹」有關，皆是針對諸子百家的爭辯風氣。莊子主張道理無形無相，無法用語言文字表達（言盡悖），故辯論不會有結果。
莊子著作《莊子·齊物論》中表示：

非彼無我，非我無所取。是亦近矣，而不知其所為使。若有真宰，而特不得其眹。可行己信，而不見其形，有情而無形。百骸，九竅，六藏，賅而存焉，吾誰與為親？汝皆說之乎？其有私焉？如是皆有為臣妾乎？其臣妾不足以相治乎？其遞相為君臣乎？其有真君存焉？如求得其情與不得，無益損乎其真。

莊子認為，道理是天地萬物運行的規律，不是物化的東西，故此捉不著，又摸不到。他以人的身體來比喻道理，人有骨骼、九竅和臟腑。然而，哪部位才是人的主宰？又應該愛護哪個？還是每一個部位都應該愛護？亦或有某部位特別要加以愛護？更還是每一個部位都被主宰了？如果每一個部位都被主宰，那麼就沒部位主宰其他的部位了，不過應該仍有主宰嗎？還是不同的部位輪流做人身的主宰？他表示身體如常運作，就一定有主宰，但主宰在哪裏？辯論可以辯出來嗎？莊子說，道理分散於天地，每時每刻不同，人們在爭論中好像掌握到真理，但那些和真正的道理無關，故此辯論不會有結果。他也表示：

既使我與若辯矣，若勝我，我不若勝，若果是也，我果非也邪？我勝若，若不吾勝，我果是也，而果非也邪？其或是也，其或非也邪？其俱是也，其俱非也邪？我與若不能相知也。則人固受其黮闇，吾誰使正之？使同乎若者正之？既與若同矣，惡能正之！使同乎我者正之？既同乎我矣，惡能正之！使異乎我與若者正之？既異乎我與若矣，惡能正之！使同乎我與若者正之？既同乎我與若矣，惡能正之！然則我與若與人俱不能相知也，而待彼也邪？

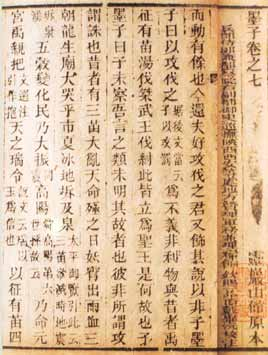
墨子：「若以『辯論不會有結果』為前提，那前提本身是對還是錯？以『辯無勝』為真，莊子便辯勝了，以『辯無勝』為假，莊子便辯輸了，然而『辯無勝』為真，就和前提自相矛盾，必屬悖論。」

莊子自己比喻：即使莊子本人和對手辯論，辯勝了莊子，並不代表莊子的論點有錯；若莊子辯勝了對手，都一樣持同一論點，就是不是代表莊子的論點是對的？請第三者來評判，他可能和莊子意見相同，或可能和對手意見相同，更或者他持有和莊子及對手都不同的意見，但無論如何，第三者本身已成為爭辯者之一，故不能作出客觀的判定。因此，辯論各方究竟誰是誰非，三方面都無從知道。
墨子在著作中《墨子·經下》和《墨子·經說下》駁斥「辯無勝」的說法：

謂辯無勝，必不當，說在辯。……謂，所謂非同也，則異也。同則或謂之狗，其或謂之犬也。異則或謂之牛，其或謂之馬也。俱無勝，是不辯也。辯也者，或謂之是，或謂之非，當者勝也。

墨子表示，「辯論不會有結果」這說法必定不當。若以「辯論不會有結果」為前提，那前提本身是對還是錯？以「辯無勝」為真，莊子便辯勝了，以「辯無勝」為假，莊子便辯輸了，然而「辯無勝」為真，就和前提自相矛盾，必屬悖論。
所謂人們所說的東西，不是相同，就是相異。他打了比喻，狗有兩個名稱，一是「狗」，一是「犬」，如兩人各執一詞，在辯論之下，必會發現所討論的是同一動物。另一比喻，兩人辯論某動物是牛還是馬，在辯論之下，可以知道這動物是牛還是馬，或者兩者皆不是。辯論不會有結果，是因為無人肯辯。一有辯論，論點必分對錯，持真理的就是勝方。
以墨家邏輯學中的理論，便是：

彼，正名者：彼此。彼此可：彼彼止於彼，此此止於此。彼此不可：彼且此也，彼此亦可。彼此止於彼此。若是而彼此也，則彼彼此此也。

意思是「彼等於彼」、「此等於此」、「彼此等於彼此」、「彼此不等於彼」、「彼此不等於此」。
| 墨家邏輯學 | 彼 | 此 | 彼止于彼 | 此止于此 | 彼此止于彼此 | 彼此不可彼且此             |
| ---------- | -- | -- | -------- | -------- | ------------ | -------------------------- |
| 代入       | 牛 | 馬 | 牛等於牛 | 馬等於馬 | 牛馬等於牛馬 | 牛馬不等於牛、牛馬不等於馬 |
| 現代邏輯學 | A  | B  | A = A    | B = B    | AB = AB      | AB ≠ A、AB ≠ B             |